# Rivera, Uruguay
För andra betydelser, se Rivera.
Rivera är en stad i Uruguay och huvudort i departementet med samma namn. Rivera har drygt 60 000 invånare. Staden ligger på landgränsen till Brasilien och på andra sidan gränsen ligger den brasilianska staden Santana do Livramento. Tillsammans bildar de en sammanvuxen tvåstatstvillingstad med totalt ungefär 200 000 invånare. Invånare och besökare i tvillingstaden kan röra sig fritt mellan dem och det kan vara svårt för besökare att veta i vilken av länderna de befinner sig. Alla tullkontroller sker utanför staden.
Plaza International är ett torg som byggdes 1943 på gränsen mellan Uruguay och Brasilien för att hylla den fredliga relationen mellan städerna.